# Wandignies-Hamage

Wandignies-Hamage este o comună în departamentul Nord, Franța. În 1 ianuarie 2022 avea o populație de 1.310 de locuitori.